# Paul Hamm
Paul Elbert Hamm (ur. 24 września 1982) – amerykański gimnastyk. Trzykrotny medalista olimpijski z Aten.
Zawody w 2004 były jego drugimi igrzyskami, debiutował cztery lata wcześniej w Sydney. W stolicy Grecji triumfował w wieloboju, zajął drugie miejsce w ćwiczeniach drużynowych i na drążku. Jego zwycięstwo w wieloboju było możliwe tylko dzięki sędziowskiej pomyłce. Poszkodowany został brązowy medalista  Koreańczyk Tae Young Yang, któremu źle policzono notę w ćwiczeniach na poręczach. Powinna być ona wyższa - o 0,1 punktu - z racji wyższej wartości technicznej ćwiczenia. Po konkursie sędziowie zostali zawieszeni, ale wyników nie zmieniono.
W 2003, jako pierwszy Amerykanin w historii, zwyciężył w indywidualnym wieloboju na mistrzostwach świata. W tym samym roku został również mistrzem siata w ćwiczeniach wolnych. Dwa razy zdobywał srebro w drużynie (2001 i 2003), w 2002 był trzeci w ćwiczeniach wolnych. Gimnastykiem i medalistą olimpijskim jest również jego brat bliźniak Morgan.